# Вагенгофф
Вагенгофф (нім. Wagenhoff) — громада в Німеччині, розташована в землі Нижня Саксонія. Входить до складу району Гіфгорн. Складова частина об'єднання громад Везендорф.
Площа — 4,32 км2. Населення становить 1183 ос. (станом на 31 грудня 2021).